# It’s All I Can Do
It’s All I Can Do (с англ. — «Это Всё, что Я Могу Сделать») — пятый в общем и второй с альбома Candy-O сингл американской рок-группы The Cars, вышедший 25 сентября 1979 года на лейбле Elektra Records. Она была написана лидером и автором песен группы Риком Окасеком, а вокал исполняет басист Бенджамин Орр.

## Звучание и жанр
"It’s All I Can Do" — поп-рок песня под влиянием новой волны. По словам Бретта Милано, автора заметок к альбому Just What I Needed: The Cars Anthology, "'It’s All I Can Do' было трогательным, прямолинейным произведением романтической поп-музыки, плюс-минус строчка вроде 'When I was crazy, I thought you were great' (с англ. — «Когда я был сумасшедшим, я думал, что ты великолепна»)". Рецензент AllMusic Грег Прато назвал трек "нежным", в то время как Хэмиш Чемп, автор The 100 Best-Selling Albums of the 70s, назвал песню "непринуждённой".
Басовые партии и соль-мажорные гитарные риффы напоминают мажорный рок, но песня смягчается вокалом Бенджамина Орра и клавишными и синтезаторными линиями Грега Хоукса.

## Выпуск
"It’s All I Can Do" был выпущен как продолжение сингла "Let’s Go" 25 сентября 1979 года при поддержке "Got a Lot on My Head" в США и Канаде и "Candy-O" в Великобритании. Хотя песня не попала в Топ-20, она заняла 41-е место в Billboard Hot 100. Третий и последний сингл с Candy-O, "Double Life", не попал в чарты.

## Приём
"It’s All I Can Do" в целом получила положительный приём от критиков. Прато сказал, что "It’s All I Can Do"... заслужил стать хитом", в то время как Чемп сказал, что песня (как и её предшественник "Let’s Go") "даёт достаточно доказательств диапазона группы". Уильям Рульманн, автор The All-Music Guide to Rock, сказал: "It’s All I Can Do" настолько хитовый, насколько и "Let's Go"", а в обзоре журнала Billboard о Candy-O песня была выбрана как одна из "лучших отрезков". В отрицательном отзыве Том Карсон из Rolling Stone сказал: ""It’s All I Can Do" расчётливо повторяет хук "Just What I Needed", но с менее впечатляющим эффектом. Это просто холодно". Журнал Billboard посчитал, что "It’s All I Can Do" была менее "динамичной и запоминающейся", чем "Just What I Needed" и "Let’s Go", описав её как "рокерскую с простой мелодической линией и запасными инструментами". Cashbox сказал, что она "более приглушенная, но столь же интригующая" по сравнению с "Let’s Go", и сказал, что в ней есть "заразительные ритмы" и "редкая, но эффективная электроника".

## Другие появления
- "It’s All I Can Do" была показана в фильме 1998 года "Певец на свадьбе" и включена во второй саундтрек фильма под названием "Певец на свадьбе 2"[7].
- Группа возрождения электронного рока/новой волны The Bravery записала кавер на эту песню в 2005 году в качестве Би-сайда к своему синглу "Fearless". Их кавер позже был включён в альбом Substitution Mass Confusion: A Tribute to The Cars, совместный альбом 2005 года с несколькими исполнителями, распространяемый лейблом Not Lame Recordings[8].

## Список композиций

### 7" Сингл
Слова и музыка всех песен — Рик Окасек.
| №  | Название                                                      | Основной вокал | Длительность |
| -- | ------------------------------------------------------------- | -------------- | ------------ |
| 1. | «It’s All I Can Do» (с англ. — «Это Всё, что Я Могу Сделать») | Бенджамин Орр  | 3:45         |

| №  | Название                                                     | Основной вокал | Длительность |
| -- | ------------------------------------------------------------ | -------------- | ------------ |
| 1. | «Got a Lot on My Head» (с англ. — «У Меня Много Дел на Уме») | Окасек         | 2:38         |

### Великобритания 7" Сингл
| №  | Название                                                      | Основной вокал | Длительность |
| -- | ------------------------------------------------------------- | -------------- | ------------ |
| 1. | «It’s All I Can Do» (с англ. — «Это Всё, что Я Могу Сделать») | Орр            | 3:45         |

| №  | Название                           | Основной вокал | Длительность |
| -- | ---------------------------------- | -------------- | ------------ |
| 1. | «Candy-O» (с англ. — «Конфетка-О») | Орр            | 2:27         |

## Участники записи
- Рик Окасек — ритм-гитара, вокал (Got a Lot on My Head), бэк-вокал (It’s All I Can Do, Candy-O)
- Эллиот Истон — соло-гитара, бэк-вокал
- Грег Хоукс — клавишные, перкуссия, бэк-вокал
- Бенджамин Орр — бас-гитара, вокал (It’s All I Can Do, Candy-O), бэк-вокал (Got a Lot on My Head)
- Дэвид Робинсон — ударные, перкуссия

## Чарты
| Чарт (1979)                | Наивысшая позиция |
| -------------------------- | ----------------- |
| Канада (RPM Top Singles)   | 17                |
| США (Billboard Hot 100)    | 41                |
| US Cashbox Top 100 Singles | 40                |

| Чарт (1979)              | Позиция |
| ------------------------ | ------- |
| Canada Top Singles (RPM) | 131     |